# Mangaung Oval
Der Mangaung Oval ist ein Cricket-Stadion in der südafrikanischen Stadt Bloemfontein. Das Stadion dient als Heimstätte des Knights.

## Kapazität und Infrastruktur
Das Stadion hat eine Sitzplatzkapazität von 20.000 Plätzen. Die beiden Ends heißen Loch Logan End und Willows End.

## Nutzung
Internationales Cricket wird in dem Stadion seit 1992 gespielt, Test Cricket seit 2000. Beim Cricket World Cup 2003 fanden hier sechs Partien statt.